# Тугулим (селище)
Тугули́м (рос. Тугулым) — селище у складі Тугулимського міського округу Свердловської області.
Населення — 694 особи (2010, 774 у 2002).
Національний склад станом на 2002 рік: росіяни — 97 %.